# Srđevići
Srđevići är ett samhälle i Bosnien och Hercegovina.   Det ligger i entiteten Federationen Bosnien och Hercegovina, i den sydvästra delen av landet, 110 km väster om huvudstaden Sarajevo. Srđevići ligger 716 meter över havet och antalet invånare är 945.
Terrängen runt Srđevići är varierad. Närmaste större samhälle är Bila, 3,0 km norr om Srđevići. 
Omgivningarna runt Srđevići är en mosaik av jordbruksmark och naturlig växtlighet. Runt Srđevići är det ganska tätbefolkat, med 93 invånare per kvadratkilometer.